# Comité Central
El Comité Central es el máximo órgano de decisión entre Congresos de muchos partidos políticos, especialmente socialistas y comunistas. Se compone de un número de delegados elegidos en el Congreso del Partido.